# 손랑 (후한)
손랑(孫朗, ? ~ ?)은 후한의 관료로, 자는 대평(代平)이며, 북해국 고밀현(高密縣) 사람이다.

## 사적
영수 3년(157년) 11월, 사도 윤송이 죽었다. 사공 한연이 뒤를 이어 사도가 되었고, 당시 태상이었던 손랑은 한연을 대신하여 사공이 되었다.
연희 2년(159년) 8월, 조정에서 전횡을 일삼은 대장군 양기가 스스로 목숨을 끊었다. 양기와 연루된 수많은 중신들이 벌을 받았는데, 손랑은 호광·한연과 함께 하옥되었다. 이후 처형될 것을 한 등급 낮추어, 봉토를 빼앗기고 서인이 되었다.

## 가계
- 손랑
  - 손근(孫根): 자는 원석(元石)으로, 안평상(安平相)을 지냈다. 손근의 아들은 승씨령(乘氏令)이었다.[5]
  - 손종(孫琮): 자는 위석(威石)으로, 한양태수·시어사(侍御史)를 지냈다.[6]

이외에도 이름이 알려지지 않은 동생이 있었으며, 낙안태수를 지냈다.